# Teucholabis rubescens
Teucholabis rubescens là một loài ruồi trong họ Limoniidae. Chúng phân bố ở miền Tân bắc.